# Эйхштедт, Генрих Карл Абрахам
Генрих Карл Абрахам Эйхштедт (нем. Heinrich Karl Abraham Eichstädt; 1772—1848) — немецкий филолог.
Профессор в Лейпциге, потом в Йене. Читал ораторское искусство и стихосложение. Ему принадлежит ряд исследований и критических статей о Феокрите, Тибулле, Горации, Федре и др.
Эйхштедт мастерски владел латинским языком, как это видно из его речи о Гёте: «Oratio Goethii memoriae dicata» (Йена, 1832). Собрание его латинских сочинений издано под загл. «Opuscula oratoria» Вейсборном (1848—1849; 2 изд., 1850). Член-корреспондент Петербургской Академии наук c 07.12.1844 по историко-филологическому отделению (разряд классической филологии и археологии).